# Sunifred II de Cerdanya
Sunifred II de Cerdanya i Besalú (v. 915 - Cuixà, 968) fou comte de Cerdanya i de Conflent (927 - 968) i comte de Besalú (957 - 968).

## Orígens familiars
Fill primogènit de Miró II de Cerdanya i I de Besalú (878-927) i Ava de Cerdanya (?-961) els quals tingueren quatre fills (Sunifred II de Cerdanya, Guifré II de Besalú, Oliba I de Besalú i Cerdanya i Miró Bonfill bisbe de Girona) i quatre filles (Quixilona, Goltregoda, Guilinda i Sesenauda). Miró II era comte de Cerdanya, i dels pagus de Conflent, Berga i Vallespir. A més, a la mort del seu oncle Radulf (913), germà petit de Guifré el Pilós, Miró II també va esdevenir comte de Besalú a canvi de renunciar a les seves aspiracions sobre el comtat de Barcelona.
Miró II va morir l'any 927 després d'haver nomenat usufructuaria del patrimoni comtal la seva esposa, ja que els fills eren menors d'edat; després d'ella, deixà el comtat als seus fills però no va assenyalar cap part determinada a cadascun dels fills. Això, de facto, determinava l'heretatge indivís i el govern conjunt dels quatre fills. Les funcions de govern personal de la comtessa s'allargaren fins cap a l'any 938, que sembla que el seu fill gran, Sunifred, passà a ajudar-la en les tasques de govern, de les quals Ava es retirà des de vers el 941. Els anys de regència d'Ava foren especialment difícils, ja que hi hagué traïcions de fidels i rebel·lions internes, ja que la noblesa local pretenia aconseguir el domini dels comtats de Cerdanya i Besalú, aprofitant la suposada feblesa del govern de la comtessa. A la vegada, el comte Sunyer I de Barcelona semblava voler exercir les funcions de regent. Va haver un intent de sedició per part d'Unifred, vescomte de Cerdanya, intentant sostreure del fisc comtal certs drets no especificats. La sedició d'Unifred fou causa de la mort de fidels de la comtessa Ava. Aquestes dificultats van poder ser resoltes i els béns dels causants d'aquestes morts foren confiscats.

## Vida política
Des del 941 Sunifred passà a exercir plenament les funcions comtals administrant directament el nucli territorial originari, la Cerdanya, el Conflent i el Berguedà. Cap al 945 Guifré s'encarregà de regir les terres de Besalú, el Vallespir i el Ripollès tot i que amb una actitud subordinada respecte al germà gran. L'any 957 es produeix a Besalú, una revolta nobiliària, liderada per un clergue anomenat Adalbert i promoguda pel comte Borrell II de Barcelona i en la que segurament hi estaven implicats els fills de l'antic comte Radulf, culminà en l'assassinat de Guifré II. Sunifred va aconseguir dominar l'alçament amb un exèrcit propi i confiscà els béns dels revoltats. El 958 els comtes Sunifred II i Oliba Cabreta i la comtessa Ava actuaren com a marmessors del difunt i Sunifred adjunta als seus comtats el de Besalú i el Vallespir. Des d'aleshores fins que morí governà sol la totalitat de les terres que altre temps havia aplegat son pare, bé que a vegades es feu ajudar del seu germà Oliba. Durant aquests anys, Sunifred II i Oliba I feren donacions a Isarn vescomte de Conflent (959) dels béns confiscats al traïdor Unifred i juntament amb Miró Bonfill permutaren béns amb l'abadessa Fredeburga de Sant Joan de les Abadesses (964).
No tenint el comtat de Cerdanya un bisbat propi, Sunifred va tenir interès a fomentar la implantació i desenvolupament dels monestirs dels seus dominis. L'any 944, juntament amb el comte Gausfred I d'Empúries, va emparar les actuacions del prior Tassi, de Sant Pere de Rodes, per remuntar aquest monestir i fer-lo independent. També col·laborà en la fundació de Sant Pere de Camprodon amb el seu germà Guifré II de Besalú.
Pel desembre del 951 viatjà fins a Roma juntament amb el bisbe Guisad d'Urgell, l'abat Arnulf de Ripoll, l'abat de La Grassa, el prior Tassi de Sant Pere Rodes, el pròcer Sala, vicari de les Guilleries el qual seria fundador de Sant Benet de Bages i l'abat Cesari de Santa Cecília de Montserrat. A Roma, el comte va obtenir del papa Agapit II una confirmació de béns, a més del privilegi d'exempció, és a dir que no depenia de cap seu episcopal, cosa gens freqüent en aquella època.

## Sunifred i l'abadia de Cuixà
Sunifred II fou un dels responsables del desenvolupament del monestir de Cuixà. Va promoure la construcció de la nova església de Sant Germà a Cuixà, consagrada el 953  pel bisbe d'Elna Riculf II, que substituïa l'antiga i petita construcció de pedres i fang de quan el monestir havia anat a establir-s'hi després de l'anorreament de Sant Andreu d'Eixalada.
Durant el comtat de Sunifred apareix citada una segona església, dedicada a Sant Miquel i situada a l'oest de la de Sant Germà. Per aquest motiu el cenobi serà conegut a partir d'aleshores com Sant Miquel i Sant Germà de Cuixà. El 17 de febrer del 956 l'abat Ponç i el comte Sunifred decideixen reconstruir aquest temple, ampliant-lo i convertint-lo en el temple principal de la comunitat. De fet, a la finalització d'aquest, es derrueix l'església de Sant Germà. El comte va morir abans de l'acabament de les obres, que van ser finalitzades pels comtes Oliba Cabreta i Miró, germans de Sunifred. 
Sunifredfou un home piadós i atent envers l'Església i al nous corrents monàstics que emanaven aleshores de Cluny. Reflex d'això, l'única donació disposada en el seu testament per a una comunitat de fora de la d'arquebisbat de Narbona és per al cenobi de Sant Pere de Cluny. El 965, mort l'abat Ponç, Sunifred anà a Lezat, on hi havia una forta comunitat Clunianenca a cercar un abat que pogués traduir en realitat tots els fervors i il·lusions de la seva ànima. Aquest abat fou Garí, un dels grans abats del monestir.

## Mort de Sunifred
El 965, Sunifred II mor sense fills, ja que sembla que restà solter tota la vida. El govern dels comtats passà aleshores als seus germans: mentre Oliba esdevingué comte de Cerdanya, Miró ho fou de Besalú i Vallespir en dependència del germà gran